# Сан-Жералду-ду-Арагуая

Сан-Жералду-ду-Арагуая на карте штата.

Сан-Жералду-ду-Арагуая (порт. São Geraldo do Araguaia) — муниципалитет в Бразилии, входит в штат Пара. Составная часть мезорегиона Юго-восток штата Пара. Входит в экономико-статистический микрорегион Реденсан. Население составляет 25 587 человек на 2010 год. Занимает площадь 3168,384 км². Плотность населения — 8,08 чел./км². 
Праздник города — 10 мая. 

## История
Город основан 10 мая 1988 года. 

## Демография
Согласно сведениям, собранным в ходе переписи 2010 г. Национальным институтом географии и статистики (IBGE), население муниципалитета составляет:
| Полное население                               | Полное население                               | Полное население                               | Полное население                               | 25 587 |
| ---------------------------------------------- | ---------------------------------------------- | ---------------------------------------------- | ---------------------------------------------- | ------ |
| в том числе:                                   | Городское население                            | 13 590                                         | Процент городского населения, %                | 53,11  |
|                                                | Сельское население                             | 11 997                                         | Процент сельского населения, %                 | 46,89  |
|                                                | Мужское население                              | 13 093                                         | Процент мужского населения, %                  | 51,17  |
|                                                | Женское население                              | 12 494                                         | Процент женского населения, %                  | 48,83  |
| Плотность населения, чел/км²                   | Плотность населения, чел/км²                   | Плотность населения, чел/км²                   | Плотность населения, чел/км²                   | 8,08   |
| Население муниципалитета в % к населению штата | Население муниципалитета в % к населению штата | Население муниципалитета в % к населению штата | Население муниципалитета в % к населению штата | 0,34   |

По данным оценки 2015 года, население муниципалитета составляет 24 607 жителей.

## Статистика
- Валовой внутренний продукт на 2003 год составляет 115 703 957,00 реалов (данные: Бразильский институт географии и статистики).
- Валовой внутренний продукт на душу населения на 2003 год составляет 4218,62 реалов (данные: Бразильский институт географии и статистики).
- Индекс развития человеческого потенциала на 2000 год составляет 0,691 (данные: Программа развития ООН).

## Важнейшие населенные пункты
| № | Населённый пункт       | Населённый пункт (порт.) | Категория | Население чел. (2010) | На карте                       |
| - | ---------------------- | ------------------------ | --------- | --------------------- | ------------------------------ |
| 1 | Сан-Жералду-ду-Арагуая | São Geraldo do Araguaia  | город     | 13 590                | 6°23′32″ ю. ш. 48°33′50″ з. д. |
| 2 | Нову-Параису           | Novo Paraíso             | поселок   | 2039                  | 6°12′21″ ю. ш. 49°05′31″ з. д. |
| 3 | Форталеза              | Fortaleza                | поселок   | 857                   | 6°00′27″ ю. ш. 48°49′29″ з. д. |
| 4 | Дойс-Ирманс            | Dois Irmãos              | поселок   | 483                   | 6°03′25″ ю. ш. 48°42′38″ з. д. |
| 5 | Вила-Нова              | Vila Nova                | поселок   | 445                   | 6°20′48″ ю. ш. 48°38′52″ з. д. |
| 6 | Трибу-Суруи-Велья      | Tribo Suruí-Velha        | поселок   | 297                   | 5°55′46″ ю. ш. 48°38′20″ з. д. |
| 7 | Санта-Круз             | Santa Cruz               | поселок   | 169                   | 6°12′59″ ю. ш. 48°26′03″ з. д. |
| 8 | Парауна                | Paraúna                  | поселок   | 44                    | 6°18′18″ ю. ш. 48°59′02″ з. д. |